# Park Presikhaaf
Park Presikhaaf is een park in de Arnhemse wijk Presikhaaf. Het park ligt grofweg tussen de spoorlijn Arnhem-Zutphen en het Winkelcentrum Presikhaaf. Aan de randen van het park liggen een vestiging van de Hogeschool van Arnhem en Nijmegen, het Leerpark Presikhaaf en station Arnhem Presikhaaf. Vanaf november 2004 is het park heringericht, in september 2007 werd het vernieuwde park heropend. Na de sloop van het oude Arnhemse station werd het ingangspaviljoen dat aan de Sonsbeekzijde stond in het park herbouwd. Het is nu in gebruik als horecavoorziening.
Aan de westkant van het park, ten zuiden van de Ruitenberglaan, bevindt zich een educatieve stadsboerderij met koeien, varkens, schapen en geiten. Het Natuurcentrum Arnhem is hier gevestigd. Er worden ook enkele zeldzame Nederlandse landbouwhuisdierrassen gefokt, voorbeelden hiervan zijn het Lakenvelderrund en de Blaarkop. Aan de andere kant van de Ruitenberglaan ligt een heemtuin.
In het midden van het park is een evenemententerrein met rondom heuveltjes die dienst kunnen doen als tribune. Hier vindt onder meer de tweejaarlijkse Parkmanifestatie plaats. Verspreid over het park zijn er plekken om te picknicken; daarnaast zijn er enkele plekken om te barbecueën.
In het park staat het beeldhouwwerk Pietre in Olanda (1983) van Pinuccio Sciola.
Aan de zuidkant, tegenover Winkelcentrum Presikhaaf, is een wandelpromenade met een lange stenen zitmuur. Daar, in de vijver, bevindt zich sinds 2009 het kunstwerk 'Spitting leaders' van de Spanjaard Sánchez Castillo: vier bronzen borstbeelden symboliserend vier wereldleiders die elkaar voortdurend bespuwen met waterstralen.  Ook is hier een voetbalveldje en een basketbalveld.
Het park is, aan de zuidzijde, rechtstreeks verbonden met winkelcentrum Presikhaaf middels een voetgangers- en fietsersbrug over de IJssellaan.
Park Angerenstein · Bronbeek · Gulden Bodem · Hoogte 80 · Immerloopark · Jubileumpark · Park Klarenbeek · Lichtenbeek en Boschveld · Mariëndaal · Stadsblokken-Meinerswijk · Moscowa · Onderlangs · Park Presikhaaf · Park Sonsbeek · Warnsborn · Westerheide · Park Westerveld · Park Zypendaal